# 骆克 (南卡罗来纳州)
骆克（英文：Lockhart），是美国南卡罗来纳州下属的一座城市。城市类型是“Town”。其面积大约为0.41平方英里（1.06平方公里）。根据2010年美国人口普查，该市有人口488人，人口密度约为每平方 英里1,193.15人（约合每平方公里460.7人）。